# Simone Toni

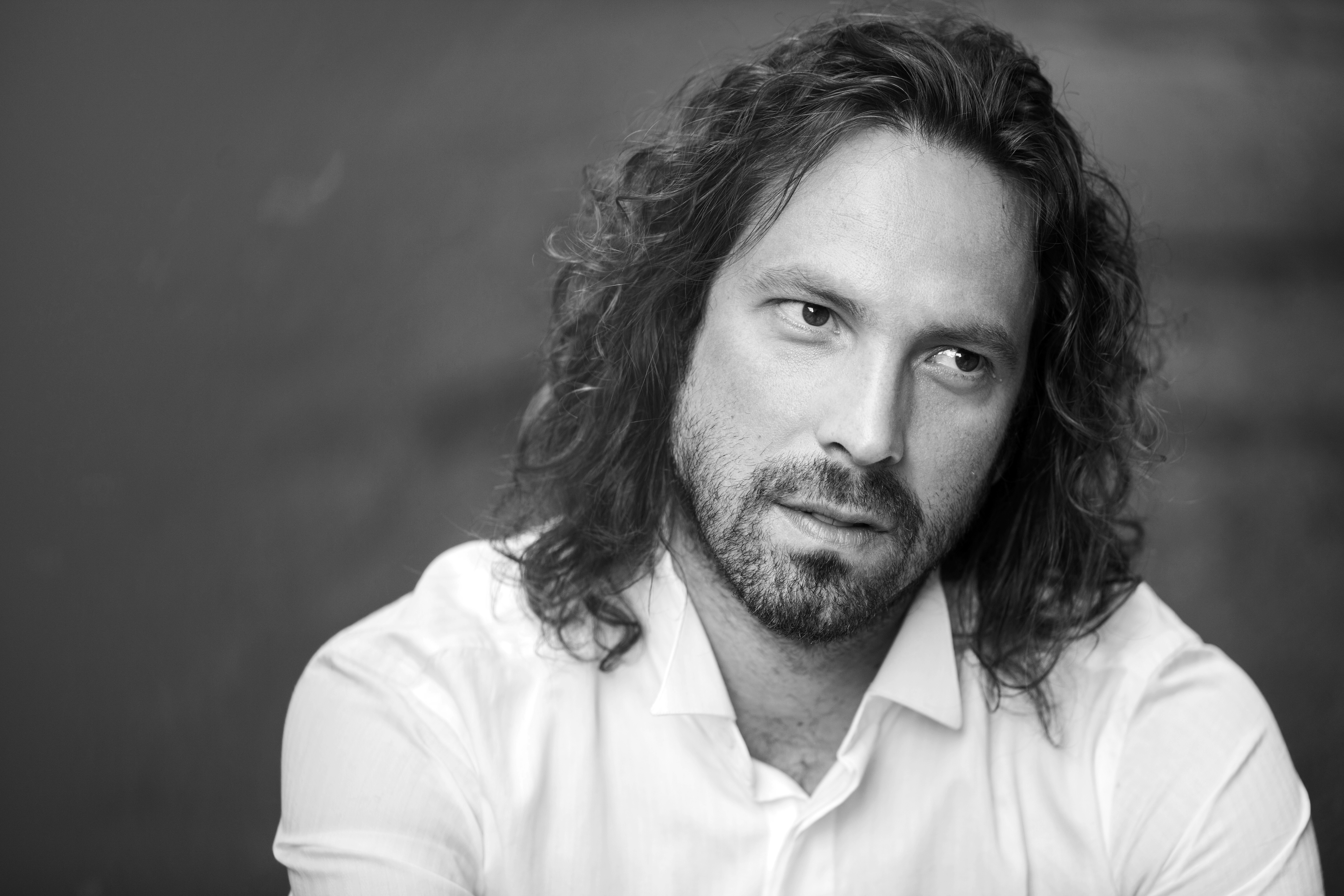
Simone Toni

Simone Toni (Forlimpopoli, 23 marzo 1980) è un attore teatrale e regista teatrale italiano.

## Biografia
Simone Toni si avvicina al Teatro partecipando all'allestimento delle opere liriche prodotte, dal 1996, dal Conservartorio Bruno Maderna di Cesena, cui è iscritto come studente di chitarra classica.

Nel 1999, è ammesso alla scuola del Piccolo Teatro di Milano; l'anno seguente è già sul palco, impegnato in rappresentazioni quali La vita è sogno di Pedro Calderón de la Barca o Socrate di Vincenzo Cerami, per la regia, rispettivamente, di Luca Ronconi e di Gigi Proietti. Dopo aver vinto una borsa di studio come migliore allievo della scuola, si diploma nel 2002 con il saggio finale de Il gabbiano di Čechov, per la regia di Enrico D'Amato. Ruoli di crescente centralità gli vengono da questo momento assegnati: in Amor nello specchio, sul testo di Gian Battista Andreini, Luca Ronconi lo vuole coprotagonista di Mariangela Melato, mentre viene scelto da Gianfranco de Bosio come protagonista della Vaccaria di Ruzzante.
Nel 2004, per la prima volta, affianca Ronconi non più solo nelle vesti di attore, ma anche di aiuto regista, in occasione dell'allestimento del dramma di Arthur Schnitzler dal titolo Professor Bernhardi, in un'esperienza destinata a ripetersi l'anno successivo, con lo spettacolo Diario privato, sul testo di Paul Léautaud. Perfezionatosi presso il Centro Teatrale Santa Cristina, Simone Toni figura, di nuovo come protagonista, nella commedia goldoniana de Il ventaglio, sempre per la regia di Luca Ronconi. Ma, nel 2007, è egli stesso ad assumere la regia di una trasposizione teatrale del saggio La vita digitale di Vittorino Andreoli, sulla scia del cui successo fonda, nel 2008, la libera associazione teatrale de "Gli Incauti", della quale è direttore artistico. Proprio con gli Incauti, che debuttano con le Nuvole di Aristofane, mette in scena 1984 di George Orwell, la cui rappresentazione, per il Teatro dei Filodrammatici di Milano, accorda grande successo alla neonata compagnia.
L'attività di regista si intensifica tra il 2010 e il 2013: tra le altre, mette in scena Hamelin di Juan Mayorga, le cui colonne sonore sono composte dal fratello Giacomo, cantautore e pianista. Non si esauriscono, nel frattempo, l'interesse per la Musica e la collaborazione con il Conservatorio di Cesena, che gli affida l'allestimento di opere come il Falstaff di Giuseppe Verdi. Da attore, lo troviamo impegnato nel ruolo di Karl von Moor ne I masnadieri di Friedrich Schiller, per la regia di Gabriele Lavia.
Nel 2014, è tra i protagonisti del Giulio Cesare. Pezzi staccati di Romeo Castellucci, liberamente tratto dall'opera shakespeariana e proposto alle platee di Russia, Messico, Francia, Belgio e Spagna. Di ritorno dalla tournée, nel 2015, mette in scena le memorie di Giuseppe Dozzo, operaio e sindacalista, licenziato dalla FIAT per rappresaglia nel 1958: il monologo, intitolato Officina 24, è interpretato dallo stesso Toni. Nello stesso anno, torna al Piccolo Teatro di Milano per l'ultimo spettacolo del maestro Ronconi, Lehman Trilogy. 
Nel 2016 è sul palco dell'Odéon di Parigi, con Romeo Castellucci, in occasione del ventennale dello spettacolo Orestea (una commedia organica?). Nello stesso anno, Marco Sciaccaluga lo vuole nel ruolo di Ferdinand, protagonista di Intrigo e amore di Schiller. Nell'aprile 2017 è Giasone nella Medea di Gabriele Lavia; nel mese di giugno, il Teatro Stabile di Genova gli affida la regia di "Pezzo di Plastica (Stück Plastik)", opera del tedesco Marius von Mayenburg. L'estate 2018 si apre con un'altra regia per il Teatro ora Nazionale di Genova, quella de L'angelo di Kobane, sul testo di Henry Naylor, ispirato alla vicenda di Rehana, soldatessa simbolo della resistenza curda di fronte all'avanzata di Daesh e impersonata dall'attrice Anna della Rosa. La stagione prosegue con il debutto al teatro romano di Verona nei panni dell'Angelo di Misura per misura, di Shakespeare, per la regia di Paolo Valerio e con la partecipazione di Massimo Venturiello nelle vesti del Duca. Nel 2019 è di nuovo al Teatro Nazionale di Genova, a curare la regia di The Confession, opera del drammaturgo siriano Wael Qadour; sul finire dell'anno, inizia la tournée de I giganti della montagna, dramma di Luigi Pirandello rappresentato da Gabriele Lavia per la produzione del Teatro della Toscana. 
Il dilagare della pandemia da COVID-19 impone, fin dai primi mesi del 2020, severe restrizioni al mondo dello spettacolo. Ciononostante, nel mese di agosto, Gabriele Lavia riesce a proporre alla platea del Teatro Antico di Taormina una versione inedita della sua Medea. Sul palco, recitano solo due attori: Federica di Martino, nei panni di Medea, e Simone Toni, nei panni di Giasone. Lo spettacolo verrà replicato al Teatro Vascello di Roma nel mese di ottobre.
Il 2020 si chiude, per Simone Toni, con un importante riconoscimento alla carriera, il premio internazionale Ivo Chiesa per la sezione Futuro del Teatro: il premio, indetto dal Teatro Nazionale di Genova e conferito da una giuria presieduta da Marco Sciaccaluga, gli viene assegnato in forza della sua "cifra potente e innovativa", protesa alla "ostinata ricerca di un teatro proprio e vivo, sapientemente legato alla tradizione eppure capace di esplorare i segni di una feroce e aspra contemporaneità".
Nel giugno 2021 è a Genova, protagonista de La congiura del Fiesco, dramma schilleriano ambientato nel capoluogo ligure al tempo delle lotte intestine tra la famiglia dei Doria e quella dei Fieschi. Simone Toni prende le parti di questi ultimi, vestendo i panni dell'eponimo protagonista, Gianluigi Fieschi, in una Piazza San Lorenzo gremita di persone e percorsa da una passerella che porta lo spettacolo a muoversi dai gradini della cattedrale ai palazzi antistanti. Prodotto dal Teatro Nazionale di Genova per la regia di Carlo Sciaccaluga, figlio di Marco, lo spettacolo viene replicato per due settimane.
Nel maggio del 2022, Simone Toni è impegnato nella regia de Il mercato della carne, di Bruno Fornasari: lo spettacolo debutta al Teatro Nazionale di Genova, che ne cura la produzione. L'estate 2022 si apre con una ripresa de La congiura del Fiesco a Genova, dove Simone Toni è attore protagonista; nello stesso periodo, Valter Malosti, neodirettore della fondazione Emilia Romagna Teatro, gli affida la regia del saggio conclusivo degli allievi della Scuola Iolanda Gazzerro di ERT: l'opera prescelta è il Sogno di una notte di mezza estate di Shakespeare e lo spettacolo viene rappresentato al teatro Storchi di Modena dal 29 dicembre al 1 gennaio 2023. Nel frattempo, a Roma, venivano contemporaneamente rappresentate altre due regie di Simone Toni, entrambe a partire dal giorno 6 dicembre: il già citato Angelo di Kobane al Teatro Belli, con protagonista Anna della Rosa e Beginning di David Eldridge, con Giovanni Scifoni e Francesca Inaudi alla Sala Umberto (quest'ultimo andato in scena per tutto il mese di dicembre). Il 2023 si chiude per Simone Toni con la tournée de Un curioso accidente, per la regia di Gabriele Lavia: lo spettacolo verrà replicato in numerosi teatri italiani e in Svizzera fino a marzo 2024.
L'autunno del 2024 vede Simone Toni impegnato nella regia di V'Angelo, una riscrittura in chiave femminile dei testi sacri. La commedia, scritta in collaborazione con le attrici Ippolita Baldini, Federica Castellini e Francesca Porrini, si chiede quali donne sceglierebbe Cristo se discendesse sulla terra nella Milano dei nostri giorni: ecco che Maria, la Maddalena e la Samaritana cedono il posto alla madre single che conduce una vita frugale ma felice, ad un'attivista giustizialista impegnata nella difesa dei diritti umani, ad un'avvocata divorzista in carriera. Lo spettacolo, che aveva già debuttato a Milano in gennaio, va in scena al Teatro de' Servi di Roma negli ultimi giorni di novembre, con repliche a dicembre in diversi teatri della Lombardia. Nello stesso periodo, Simone Toni è regista della Prima Orazione al Cardinal Cornaro e Reduce di Ruzante, messo in scena in occasione del centenario dalla nascita di Gianfranco De Bosio, scomparso nel 2022 e di cui Simone Toni era stato l'ultimo Ruzante.

## Esperienze professionali

### Attore
- La vita è sogno, di P. Calderon de la Barca, regia di Luca Ronconi, produzione Piccolo Teatro di Milano - 2000
- Socrate di V. Cerami, regia di Gigi Proietti, produzione Piccolo Teatro di Milano - 2000
- Tat'iana, di Anton Čechov, musica di Azio Corghi, regia di Peter Stein, produzione Teatro alla Scala - 2000
- Phoenix di Marina Ivanovna Cvetaeva, regia di Luca Ronconi, produzione Piccolo Teatro di Milano - 2002
- Candelaio di Giordano Bruno, regia di Luca Ronconi, produzione Piccolo Teatro di Milano, Teatro Biondo Stabile di Palermo - 2002
- Infinities di John David Barrow, regia di Luca Ronconi, produzione Piccolo Teatro di Milano - 2002
- Il gabbiano di Anton Čechov, regia di Enrico D'Amato - 2002
- Amor nello specchio di Gian Battista Andreini, regia di Luca Ronconi, produzione Santa Cristina Centro Teatrale e Teatro comunale di Ferrara, con Mariangela Melato (coprotagonista) - 2003
- Bilora e Parlamento di Ruzzante, regia di Gianfranco de Bosio - 2002
- Vaccaria di Ruzzante, regia di Gianfranco de Bosio, produzione Bel Teatro di Padova (protagonista) - 2002
- Riccardo III di Shakespeare, regia di Arpad Schilling, produzione Piccolo Teatro di Milano - 2003
- Peccato che fosse puttana di John Ford, regia di Luca Ronconi, produzione Santa Cristina Centro Teatrale, Teatro Mercadante di Napoli, Teatro Stabile di Torino, Teatro Due di Parma (coprotagonista) - 2003
- Le Baccanti di Euripide, regia di Luca Ronconi, produzione Piccolo Teatro di Milano, Teatro di Epidauro - 2003
- Le Rane di Aristofane, regia di Luca Ronconi, produzione Piccolo Teatro di Milano - 2003
- Centaura di Gian Battista Andreini, regia di Luca Ronconi, Teatro Stabile di Genova, con Mariangela Melato (coprotagonista) - 2004
- Professor Bernhardi di Arthur Schnitzler, regia di Luca Ronconi, produzione Piccolo Teatro di Milano - 2004
- Lo specchio del diavolo di Ruffolo regia di Luca Ronconi, Progetto Domani, Torino - 2006
- Troilo e Cressida di Shakespeare regia di Luca Ronconi, Progetto Domani, Torino - 2006
- Il ventaglio di Carlo Goldoni, regia di Luca Ronconi, produzione Piccolo Teatro di Milano (protagonista) - 2007
- Amleto di Shakespeare regia di Pietro Carriglio, produzione del Teatro Stabile di Palermo - 2009
- I masnadieri di Friedrich Schiller, regia di Gabriele Lavia, produzione dal Teatro di Roma e Teatro Stabile dell'Umbria (protagonista) - 2011
- Peer Gynt di Henrik Ibsen, regia di Guido De Monticelli, prodotto dal Teatro Stabile della Sardegna (protagonista) - 2013
- Giulio Cesare. Pezzi staccati, di Romeo Castellucci, produzione Socìetas Raffaello Sanzio - 2014
- Officina 24, di Simone Toni, coproduzione "Gli Incauti" e Teatro consorziale di Budrio - 2015
- Lehman Trilogy, testo di Stefano Massini, regia di Luca Ronconi, produzione Piccolo Teatro di Milano - 2015
- Orestea (una commedia organica?), regia di Romeo Castellucci, coproduzione Socìetas Raffaello Sanzio e Festival d'Automne - 2015/2016
- Intrigo e amore di Friedrich Schiller, regia di Marco Sciaccaluga, produzione Teatro stabile di Genova (protagonista) - 2016
- Medea di Euripide, regia di Gabriele Lavia, produzione Fondazione Teatro della Toscana - 2017
- Misura per misura di Shakespeare, regia di Paolo Valerio, coproduzione Teatro Stabile di Verona e Teatro Nazionale della Toscana - 2018
- I giganti della montagna di Luigi Pirandello, regia di Gabriele Lavia, produzione Fondazione Teatro della Toscana - 2019
- Medea di Euripide, regia di Gabriele Lavia, coproduzione Fondazione Taormina Arte Sicilia e Effimera S.r.l (coprotagonista) - 2020
- La congiura del Fiesco a Genova di Friedrich Schiller, regia di Carlo Sciaccaluga, produzione Teatro Nazionale di Genova (protagonista) - 2021
- Un curioso accidente di Carlo Goldoni, regia di Gabriele Lavia, produzione Effimera, Teatro di Roma – Teatro Nazionale, Teatro della Toscana - 2023
- A torto o a ragione, di Ronald Harwood, regia di Giovanni Anfuso, Produzione Teatro Stabile di Catania, Teatro di Roma - 2025

### Regista
- Professor Bernhardi di Arthur Schnitzler, regia di Luca Ronconi, produzione Piccolo Teatro di Milano (regista assistente) - 2004
- Diario privato di Paul Léautaud, regia di Luca Ronconi con Anna Proclemer e Giorgio Albertazzi, Teatro di Roma (regista assistente) - 2005
- Homenaje spettacolo di musica e poesia dedicato a Federico García Lorca, prodotto da Orchestra Internazionale d'Italia - 2005
- Deliris di Berta Errando, festival di Castelldefels (Barcellona) - 2006
- La vita digitale tratto dall'omonima opera di Vittorino Andreoli, Teatro Petrella di Longiano - 2007
- Le nuvole di Aristofane, Teatro Consorziale di Budrio, AMAT, con "Gli Incauti" - 2008
- 1984 di George Orwell, Teatro Consorziale di Budrio, Teatro dei Filodrammatici di Milano, con "Gli Incauti" - 2009/2010
- FIL-felicità interna lorda di Benedetto Sicca, con "Gli Incauti" - 2009/2010
- Il clown dal cuore infranto, lettera di Oscar Wilde dal carcere di Reading, Teatro Consorziale di Budrio, Teatro dei Documenti di Roma, con "Gli Incauti" - 2010/2011
- Le favole a rovescio opera musicale di Carlo Borsari realizzata su testi di Gianni Rodari, con "Gli Incauti" - 2010/2011
- Il peggio del peggio di Simone Toni e Giacomo Toni - 2010/2011
- Le cosmicomiche di Italo Calvino, Teatro Consorziale di Budrio, con "Gli Incauti" - 2010/2011
- Hamelin di Juan Mayorga, ERT Emilia-Romagna Teatro, con "Gli Incauti" - 2012
- Falstaff di Giuseppe Verdi, coproduzione Conservatori di Cesena, Pesaro e Ferrara - 2013
- Officina 24, di Simone Toni, coproduzione "Gli Incauti" e Teatro Consorziale di Budrio - 2015
- Pezzo di Plastica (Stück Plastik) di Marius von Mayenburg, produzione Teatro Stabile di Genova - 2017
- L'angelo di Kobane di Henry Naylor, produzione Teatro Nazionale di Genova - 2018
- Sùper Don Quijote dall'originale di Cervantes, coproduzione Escènica e Teatro Regional del Maule, Cile[34] - 2018
- La Guerra di Goldoni, produzione AriaTeatro, Trentino-Alto Adige[35] - 2019
- The Confession di Wael Qadour, produzione Teatro Nazionale di Genova - 2019
- Il mercato della carne di Bruno Fornasari, produzione Teatro Nazionale di Genova - 2022
- Beginning di David Eldridge, produzione Officine del Teatro italiano - 2022
- Sogno di una notte di mezza estate di Shakespeare, produzione Emilia Romagna Teatro - 2022
- V’Angelo di Ippolita Baldini e Simone Toni. Produzione Teatro de Gli Incamminati - 2024
- Prima Orazione al Cardinal Cornaro e Reduce di Angelo Beolco detto il Ruzante adattamento regia di Simone Toni - 2024

## Premi e Riconoscimenti
- 2006
  - Targa Tragos - Attore Emergente, Progettoscena e Comune di Milano[36].

- 2018
  - Premio Elisabetta Turroni - Premio alla creatività, Teatro Bonci di Cesena e Emilia Romagna Teatro Fondazione[37].
- 2020
  - Premio Ivo Chiesa - Futuro del Teatro, Teatro Nazionale di Genova e Gruppo Unipol[21].